# 鄧宛霞
鄧宛霞，MH，香港京劇、崑曲藝術家。

## 生平
出生於香港。受家庭薰陶，童年時期已廣泛涉獵東、西方文化。六歲入春秋戲劇學校，隨粉菊花、鄒來儀、祁彩芬等習京劇；後留學法國、瑞士，畢業於日內瓦音樂學院鋼琴演奏系。返港後再度投身於京崑藝術，拜於京崑藝術大師俞振飛門下，另亦隨武旦張美娟習武。
1986年在香港創立京崑劇場（前名香港京崑藝術協會）。曾先後應邀於倫敦大學、約克大學、澳洲國立大學、悉尼大學、昆士蘭音樂學院等學府作示範演出、工作坊及中國戲曲美學講座。鄧於1991年憑《大英傑烈》獲第八屆「中國戲劇梅花獎」，是首位獲得這項中國戲劇界最高榮譽的香港演員。另為2008香港藝術發展獎之「年度最佳藝術家獎」（戲曲）獲得者。2010年鄧獲香港特區政府頒授「榮譽勳章」。